# Maria Abel Machado
Maria Conceição Abel Missel Machado (Caxias do Sul, ? — Caxias do Sul, 2004) foi uma historiadora e professora brasileira. 
Fez seus estudos básicos no Colégio São Carlos, onde formou-se no final da década de 1950 em um curso técnico de Contabilidade, passando a trabalhar como secretária de empresas. Em 1961 começou a cursar História na Universidade de Caxias do Sul, formando-se em 1964 e começando a trabalhar como professora de História e Organização Social e Política no Colégio Cristóvão de Mendoza, onde lecionou por dez anos. A partir de 1973 deu aulas de História na UCS, permanecendo na função até 1994 e desempenhando outras funções na universidade, como chefe de departamento, coordenadora da pós-graduação, coordenadora do curso de especialização em História da América Latina e chefe de gabinete da Reitoria. Neste ínterim, entre 1974 e 1978 foi assessora da Delegacia de Educação, sendo uma das responsáveis pela fundação e organização do Arquivo Histórico Municipal.
No início da década de 1990 iniciou seu mestrado em História do Brasil na Pontifícia Universidade Católica do Rio Grande do Sul, em Porto Alegre, laureando-se em 1993 com a dissertação Submissão e Poder: mulheres operárias de Caxias do Sul — 1900 a 1950, e depois doutorou-se na Universidade de São Paulo defendendo uma tese sobre as relações entre o Poder Público e a ocupação do espaço urbano em Caxias do Sul, obra que virou o livro Construindo uma Cidade: História de Caxias do Sul 1875/1950, lembrado por Túlio dos Reis da Silva como uma das fontes mais importantes a respeito deste período caxiense.. 
Suas pesquisas se concentram na história da imigração italiana no Rio Grande do Sul e na história de Caxias do Sul, com ênfase no trabalho e participação social das mulheres, tema no qual foi uma das pioneiras no estado, e onde, segundo Bonini, Matos e Daneluz, sua contribuição merece destaque. Também para Brandalise, Herédia e Corrêa, Machado é uma das referências para a historiografia regional, e o historiador Luiz Antônio Alves a chamou de "grande mestre". Seu nome foi citado em sessão solene da Assembleia Legislativa do Estado do Rio Grande do Sul, que homenageou os 125 da imigração, entre os pesquisadores que deram "valiosa contribuição para a ampliação do conhecimento sobre a imigração italiana em nosso estado".
Obras principais:
- Mulheres sem Rosto. Maneco, 1998
- Construindo uma Cidade: História de Caxias do Sul 1875/1950. Maneco, 2001
- Câmara de Indústria, Comércio e Serviços de Caxias do Sul: 100 Anos de História 1901-2001. Maneco, 2001 (com Vania Beatriz Merlotti Herédia)
- Nossas mulheres... que ajudaram a construir Caxias do Sul. Prefeitura de Caxias do Sul, 2005 (com Leonor Aguzzoli)